# الملك القرد (رواية)
الملك القرد (بالإنجليزية: The Monkey King)‏ هي رواية للكاتب البريطاني تيموثي مو، نشرت عام 1978، عن دار نشر أندريه دويتش.

## روابط خارجية
- الملك القرد (رواية) على موقع الموسوعة البريطانية (الإنجليزية)